# Девіс Манджа
Девіс Манджа (італ. Devis Mangia; нар. 6 червня 1974, Чернуско-суль-Навільйо) — італійський футбольний тренер..

## Кар'єра тренера
Ніколи не грав у футбол серйозному рівні. Як тренер довгий час працював з юнацькими командами. У 30 років він уперше перейшов на дорослий рівень, очоливши «Варезе». Потім Манджа очолював інші італійські колективи із нижчих ліг.
У червні 2011 року очолив молодіжний склад «Палермо», а вже у вересні того ж року став в.о. головного тренера першої команди, що виступала в Серії A, змінивши біля керма команди Стефано Піолі, що провалив відбір у груповий етап Ліги Європи. У свої 37 років він став другим наймолодшим тренером Серії А 2011/12 після Вінченцо Монтелли. Його дебют в Серії А відбувся 11 вересня під час гри з «Інтернаціонале» (4:3). 4 листопада керівництво клубу, задоволене роботою молодого фахівця, підписало повноцінний контракт з гравцем до 30 червня 2013 року. 27 листопада 2011 року Манджа провів свій 100 матч як головний тренер на професіональному рівні, здобувши домашню перемогу над «Фіорентиною» з рахунком 2:0 у 13-му турі. Втім вже 19 грудня 2011 року після вильоту в Кубку Італії та поразки 0:2 у дербі з «Катанією» Манджа був звільнений. У «Палермо» він набрав 20 очок (6 перемог вдома, та дві нічиїх на виїзді), але на виїзді команда жодного разу не виграла і жодного разу не забивала протягом 9 ігор, зазнавши 7 поразок, встановивши таким чином історичний антирекорд.
17 липня 2012 року тренер замінив Чиро Феррару біля керма молодіжної збірної Італії. Під його керівництвом вона у 2013 році успішно виступила на чемпіонаті Європи серед молодіжних команд в Ізраїлі, де італійці дійшли до фіналу, в якому поступилися іспанцям. Після турніру, 2 липня 2013 року, Манджа покинув збірну, а його місце зайняв Луїджі Ді Б'яджо.
Надалі тренер працював у Серії B з клубами «Спеція», «Барі» та «Асколі», після чого 23 травня 2017 року був призначений новим головним тренером румунської команди «КС Університатя». Він закінчив чемпіонат 2017/18 на третьому місці, але став володарем Кубка Румунії. 14 квітня 2019 року він взаємно розірвав контракт з клубом, залишивши команду на третьому місці.
Наприкінці грудня 2019 року стало відомо, що Девіс Манджа став головним тренером збірної Мальти. Фахівець підписав контракт із місцевою федерацією футболу на три роки. Після першого матчу, який мальтійці програли 2:3 Фарерам, Манджа зумів видати зі збірною семиматчеву безпрограшну серію, яка обірвалася лише 24 березня 2021 року поразкою від Росії (1:3), що стало найдовшим періодом без поразок в історії мальтійської збірної. 1 вересня 2021 року він привів збірну Мальти до їх першої домашньої перемоги в матчі відбору на чемпіонат світу в її історії, завдяки перемозі 3:0 над Кіпром. 27 вересня 2022 року його відсторонили від посади за звинуваченням у сексуальних домаганнях, а 7 листопада він оголосив про свою відставку з посади, водночас заявивши, що не має відношення до звинувачень.